# Ascogaster cincta
Ascogaster cincta är en stekelart som beskrevs av Baker 1926. Ascogaster cincta ingår i släktet Ascogaster och familjen bracksteklar. Inga underarter finns listade.